# Vaimastvere
Vaimastvere est un village de la commune de Jõgeva dans le comté de Jõgeva en Estonie.
Au 31 décembre 2011, il compte 254 habitants.
L'écrivain Hugo Raudsepp est né à Vaimastvere.